# Coal Run Village
Coal Run Village – miasto w Stanach Zjednoczonych, w stanie Kentucky, w hrabstwie Pike.